# Vippfryle
Vippfryle (Luzula parviflora) är en tågväxtart som först beskrevs av Jakob Friedrich Ehrhart, och fick sitt nu gällande namn av Nicaise Auguste Desvaux. Vippfryle ingår i frylesläktet som ingår i familjen tågväxter. Arten är reproducerande i Sverige. Inga underarter finns listade i Catalogue of Life.

## Bildgalleri

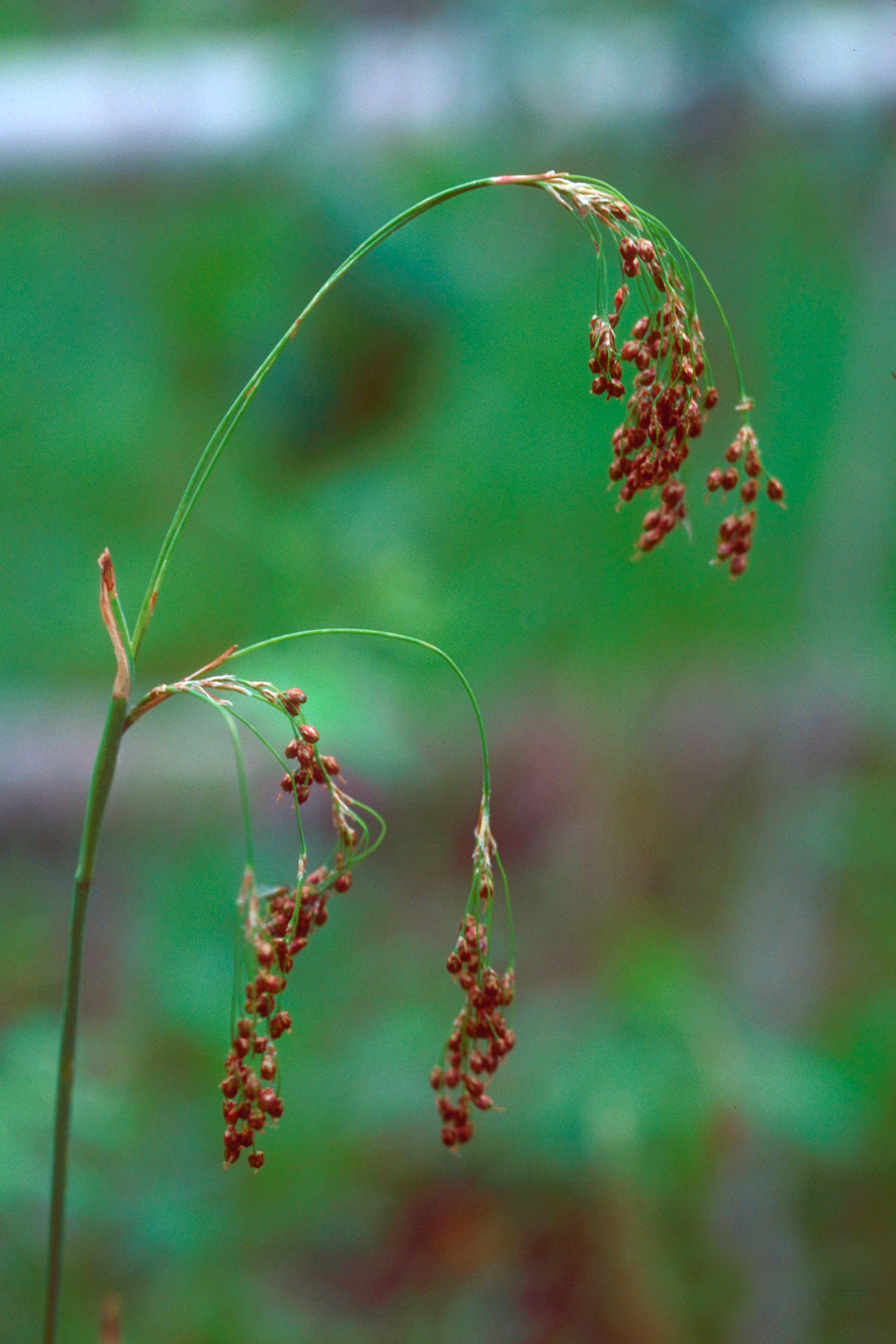
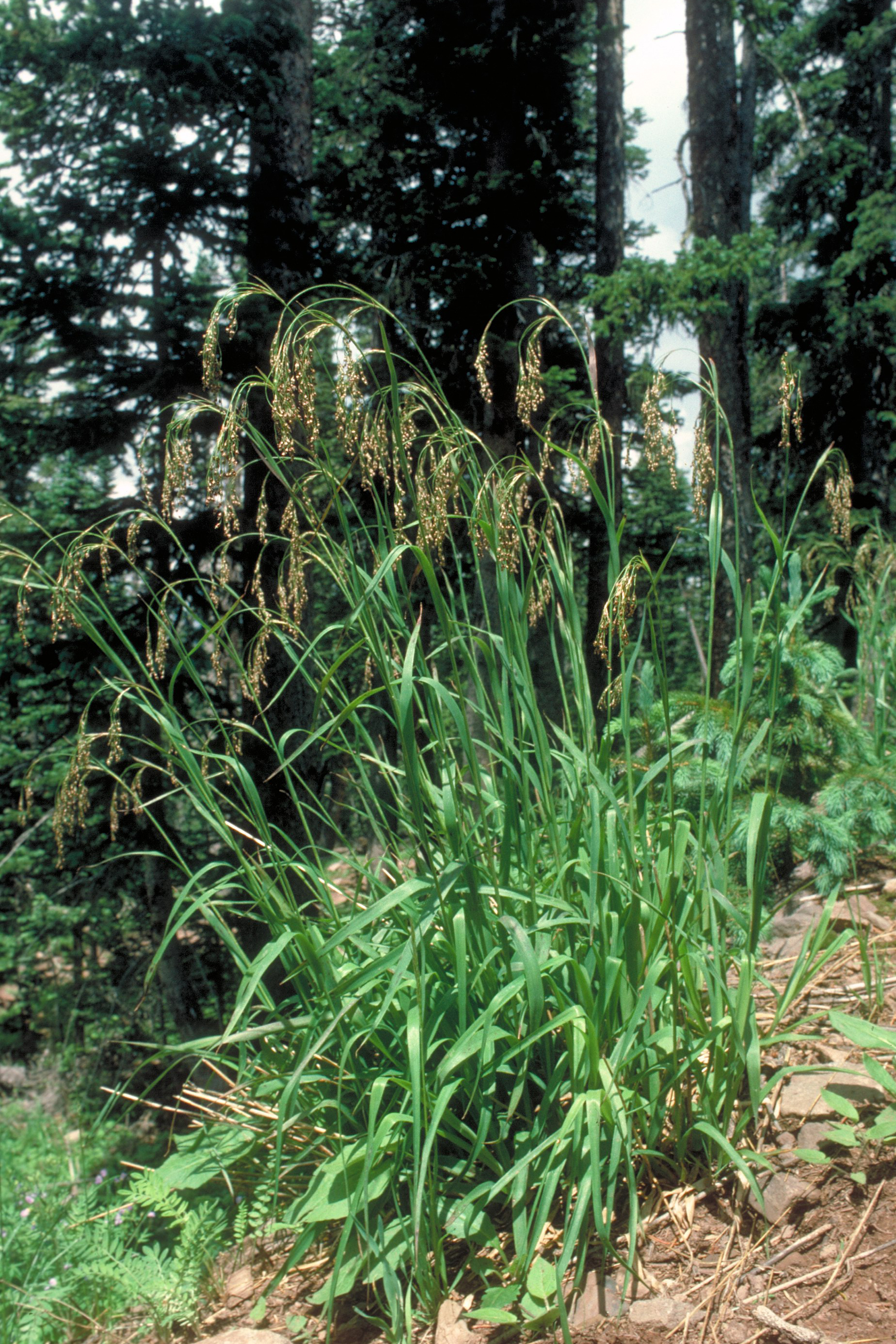
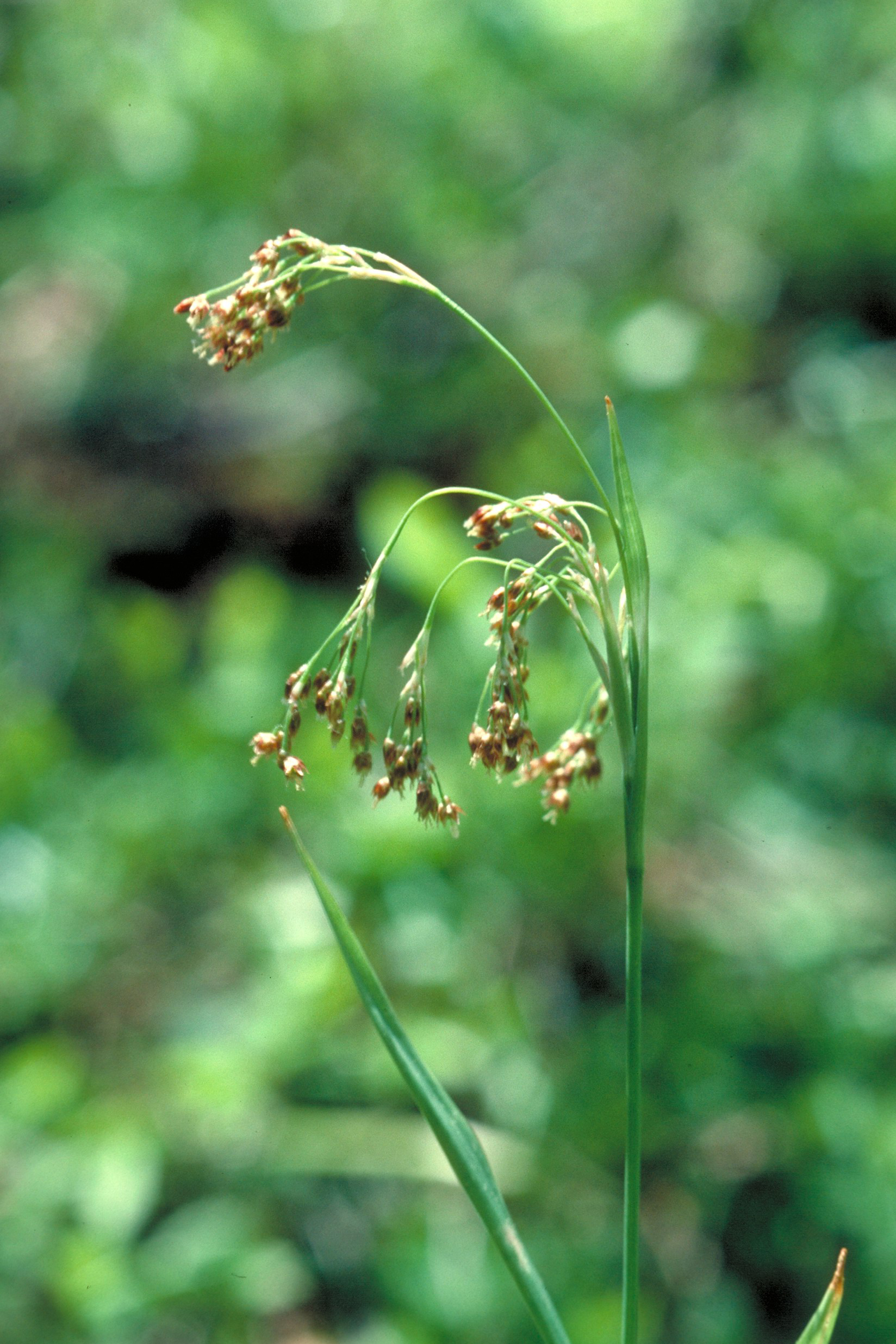